# Peter Fredriksson (nationalekonom)
Peter Fredriksson född 1967, är en svensk nationalekonom och ämbetsman. 

## Biografi
Fredriksson blev filosofie doktor vid nationalekonomiska institutionen vid Uppsala universitet år 1997 på en avhandling om arbetsmarknadsekonomi och arbetade på institutionen fram till år 2006. Han blev docent vid Uppsala universitet år 2001 och adjungerad professor vid samma universitet år 2007. År 2006 utsågs Fredriksson till generaldirektör för Institutet för arbetsmarknadspolitisk utvärdering, IFAU. År 2010 lämnade han IFAU för att tillträda en tjänst som professor vid Stockholms universitet. År 2016 återvände han till Uppsala universitet som professor i nationalekonomi.
Fredrikssons forskning är inom fältet arbetsmarknadsekonomi och berör olika frågor av både mikroekonomisk och makroekonomisk karaktär, till exempel arbetslöshet, integration, utbildning. Han har även utvecklat empiriska utvärderingsmetoder. Hans forskning har publicerats i framstående nationalekonomiska tidskrifter såsom Quarterly Journal of Economics  och American Economic Review.
Fredriksson har även författat populärvetenskapliga artiklar och böcker om framförallt utbildning och om arbetslöshetsförsäkringen. 
Fredriksson är medlem av Kungliga vetenskapsakademin sedan 2015 och var styrelseledamot av Forte - Forskningsrådet för hälsa, arbetsliv och välfärd. Sedan 2011 är Fredriksson medlem av priskommittén för Sveriges Riksbanks pris i ekonomisk vetenskap till Alfred Nobels minne och sedan 2019 är han ordförande i samma kommitté.